# مرد تک‌مشتی
مَرد تَک‌مُشتی (به ژاپنی: ワンパンマン Wanpanman، به انگلیسی: One-Punch Man) یا وان پانچ من، یک وب‌کامیک ژاپنی از نویسنده‌ای با نام مستعار «وان» است که از سال ۲۰۰۹ در حال نگارش آن است. از این وب‌کامیک یک مجموعه مانگا با طراحی‌های یوسوکه موراتا اقتباس شده که توسط انتشارات شوئیشا از ۱۴ ژوئن ۲۰۱۲ در وبگاه توناری نو یانگ جامپ در حال انتشار است. مارس ۲۰۱۵ خبر ساخت یک مجموعه تلویزیونی انیمه دوازده قسمتی بر اساس نسخه مانگا توسط استودیو مدهاوس اعلام شد، که از ۵ اکتبر تا ۲۱ دسامبر ۲۰۱۵ از شبکهٔ تی‌وی توکیو پخش شد. فصل دوم از مجموعه انیمه نیز توسط استودیو جی.سی. استاف و به کارگردانی چیکارا ساکورایی از آوریل ۲۰۱۹ پخش شد.فصل سوم این مجموعه در دست ساخت است.

## داستان
داستان مرد تک‌مشتی در کلان‌شهری خیالی به نام «شهر Z» روایت می‌شود و دربارهٔ ابرقهرمانی به نام سایتاما است که به قدری سخت تمرین کرده‌است که به مرور زمان موهای سرش کم‌کم شروع به ریزش کرده و در نهایت به‌طور کامل کچل شده‌است. او می‌تواند بر هر دشمنی تنها با یک مشت غلبه کند، و به دلیل اینکه بسیار قدرتمند است و قادر است به راحتی حریفانش را شکست دهد این قضیه برایش خسته‌کننده شده و به دنبال پیداکردن حریفی قوی‌تر از خود است که بتواند با او مبارزه کند.

## مشروح داستان
داستان در نسخه‌ای از زمین روایت می‌شود که به شکل یک ابرقاره است و در آن، هیولاهای قدرتمند و ابرشرورها ویرانی به بار می‌آورند. میلیاردر «آگونی» سازمان قهرمانان را بنیان می‌گذارد که در آن ابرقهرمان‌ها برای مبارزه با شر استخدام می‌شوند. «سایتاما»، قهرمانی مستقل از شهر Z، به‌عنوان سرگرمی دست به اعمال قهرمانانه می‌زند. او سه سال تمرین کرده و به قدرتی رسیده که با یک مشت، هر دشمنی را شکست می‌دهد. این قدرت بی‌رقیب باعث موفقیتش شده، اما نبود رقیبی جدی باعث کسالت و بی‌انگیزگی‌اش شده است. پس از آن‌که سایتاما «دختر پشه‌ای» را که «جنوس» را شکست داده بود نابود می‌کند، جنوس—a سایبورگی که به‌دنبال انتقام از سایبورگی است که خانواده‌اش را کشته—او را استاد خود می‌پندارد.
سایتاما و جنوس به امید کسب شهرت به سازمان قهرمانان می‌پیوندند. جنوس فوراً رتبه S را کسب می‌کند، اما سایتاما با وجود موفقیت کامل در آزمون عملی، به‌دلیل نمرهٔ پایین در آزمون کتبی، تنها به رتبه C دست می‌یابد. پس از نجات مردم از شهاب‌سنگ و سپس پادشاه دریایی، مردم نسبت به ضعف بقیهٔ قهرمانان گله‌مند می‌شوند و سایتاما برای حمایت از سایر قهرمانان، داوطلبانه هدف انتقادها می‌شود. پیش‌گوی سالخورده «شیباباوا» پیش از مرگش هشدار می‌دهد که خطری بزرگ در راه است، و بیگانه‌ای به نام «بوروس» به زمین حمله می‌کند. قهرمانان مهاجمان را نابود می‌کنند، سفینهٔ بوروس را از بین می‌برند و سایتاما، بوروس را در نبردی تن‌به‌تن شکست می‌دهد.
در ادامه، هیولاها با سرعت بیشتری ظاهر می‌شوند و هنرور یاغی «گارو»، شاگرد سابق قهرمان «بنگ» و خودخواندهٔ «شکارچی قهرمانان»، قهرمان‌ها را هدف حمله قرار می‌دهد. او که در کودکی مورد آزار قرار گرفته، از همه‌چیزِ قهرمانانه بیزار است. قهرمانان درمی‌یابند که منبع پیدایش این هیولاها «انجمن هیولاها»ست که در شهر Z فعالیت می‌کند و هدفش نابودی سازمان قهرمانان است. این انجمن به شهرها حمله می‌کند، با دادن «سلول هیولا» انسان‌ها را به هیولا تبدیل می‌کند و پسر یکی از مدیران سازمان قهرمانان را می‌رباید. گارو در جریان شکار قهرمانان با کودکی به نام «تارو» که شیفتهٔ قهرمانان است رابطه‌ای دوستانه برقرار می‌کند. انجمن هیولا تلاش می‌کند گارو را جذب کند و پس از امتناع او، تارو را می‌رباید. گارو برای نجات کودک به مقر انجمن حمله می‌کند اما سرانجام خودش اسیر می‌شود.
سازمان قهرمانان برای نجات پسر ربوده‌شده به مقر انجمن حمله می‌کند، نبردی خونین که منجر به نابودی شهر Z و مرگ اکثر هیولاها می‌شود. در حین یورش، سایتاما با قهرمان رتبه‌اول «بلست» روبه‌رو می‌شود که برای جمع‌آوری آثار باستانی آمده و به او درباره تهدیدی به نام «خدا» هشدار می‌دهد. بسیاری از قهرمانان زخمی می‌شوند و گارو که از شدت نبرد جهش یافته و به هیولا تبدیل شده، ظاهر می‌شود. او نمی‌تواند با قدرت سایتاما برابری کند، پس در رؤیایی با «خدا» بخشی از نیروی او را دریافت کرده و به منبع تشعشعات مرگبار بدل می‌شود؛ همهٔ قهرمانان، از جمله جنوس، کشته می‌شوند—جنوس را با بیرون کشیدن هسته‌اش می‌کشد تا سایتاما را به نبردی واقعی وادارد. گارو در نبردی وحشیانه که آن‌ها را تا سراسر سامانهٔ خورشیدی می‌برد، برای مدتی با سایتاما برابری می‌کند. پس از شکست، از مرگ تارو دچار عذاب وجدان می‌شود و به سایتاما آموزش می‌دهد چگونه در زمان سفر کند، پیش از آن‌که «خدا» او را نابود کند. سایتاما به گذشته بازمی‌گردد، گارو را پیش از قتل قهرمانان شکست می‌دهد، جهش هیولایی و قدرت کیهانی او را از بین می‌برد. برخلاف خواست دیگر قهرمانان، سایتاما جان گارو را می‌بخشد و اجازه می‌دهد پس از دخالت تارو، بگریزد. تنها جنوس، که هسته‌اش را سایتاما از آینده با خود آورده، تمام اتفاقات آیندهٔ شومِ محقق‌نشده را به یاد دارد.
با نابودی انجمن هیولاها، سایتاما به‌دلیل شکست دادن گارو به رتبه A ارتقا می‌یابد. چون خانه‌اش در جریان نبرد نابود شده، به مقر سازمان در شهر A منتقل می‌شود. عملکرد ضعیف سازمان باعث کاهش محبوبیت آن می‌شود. شماری از قهرمانان و مدیران تصمیم به بازنشستگی یا پیوستن به گروهی رقیب به نام «قهرمانان نئو» می‌گیرند که ظاهراً در مقابله با تهدید هیولاها موفق‌ترند.
رهبری این گروه با قهرمانی به نام «بلو» است که ادعا می‌کند پسر بلست است. اما قهرمانان نئو اهداف شومی دارند؛ آن‌ها می‌خواهند بسیاری از اعضا و دیگران از جمله اعضای سازمان قهرمانان را به بردگان سایبورگ تبدیل کنند و ممکن است به گذشتهٔ جنوس و حتی «بوفوی» مرتبط باشند. در همان روزی که جنوس آخرین ارتقا را از «کوسِنو» دریافت می‌کند و قدرت سایتاما در یک کپسول در حال بررسی است، ترور غیرمنتظرهٔ کوسِنو به دست قاتلان رباتی، سرآغاز تهاجم ربات‌هاست.